# E ridendo l'uccise
Pour plus de détails, voir Fiche technique et Distribution.
E ridendo l'uccise est un film italien réalisé par Florestano Vancini et sorti en 2005.
Ce film est reconnu d'intérêt culturel national par la Direction générale du cinéma et de l'audiovisuel du Ministère du Patrimoine, des Activités culturelles et du Tourisme italien, sur la base de l'arrêté ministériel du 30 avril 2002.

## Synopsis
Dans le duché de Ferrare au début du XVIe siècle, Taddeo Brugnola dit Moschino, bouffon de la cour employé par Giulio d'Este, se retrouve mêlé aux intrigues et aux jalousies de ses nobles maîtres, les quatre frères Alfonso, Ferrante, Giulio et Ippolito Este.

## Fiche technique
Sauf indication contraire, les informations mentionnées dans cette section peuvent être confirmées par la base de données cinématographiques IMDb,  présente dans la section « Liens externes ».
- Titre original : E ridendo l'uccise[2] (litt. « Et en riant, il l'a tué »)
- Réalisation : Florestano Vancini
- Scénario : Massimo Felisatti, Florestano Vancini
- Musique : Ennio Morricone
- Photographie : Maurizio Calvesi
- Montage : Enzo Meniconi (it)
- Effets spéciaux : Franco Galiano, Enrico Pieracciani
- Décors : Giantito Burchiellaro (it)
- Costumes : Lia Francesca Morandini (it)
- Production : Renata Rainieri
- Société de production : Italgest Video
- Pays de production :  Italie
- Langue originale : italien
- Format : couleur - 1,66:1 - son Dolby
- Durée : 121 minutes (2 h 1[2])
- Genre : drame historique
- Date de sortie :
  - Italie : 15 avril 2005

## Distribution
- Manlio Dovì (it) : Taddeo Brugnola / Moschino
- Sabrina Colle (it) : Martina
- Giorgio Lupano (it) : Giulio d'Este (it)
- Ruben Rigillo (it) : Alphonse Ier d'Este
- Marianna De Micheli (it) : Lucrèce Borgia
- Vincenzo Bocciarelli (it) : Hippolyte Ier d'Este
- Fausto Russo Alesi : Ludovico Ariosto dit « L'Arioste »
- Carlo Caprioli (it) : Ferrante d'Este
- Vladimir Iori : Giancantore
- Mariano Rigillo (it) : Comte Boschetti
- Fabio Sartor : Capitaine de Roberti
- Enzo Robutti : Clodoveo l'apothicaire / spacabudell

## Production
Les intérieurs sont tournés dans un studio à Belgrade. Les extérieurs ont été filmés dans la campagne autour de Belgrade, comme la scène de l'agression des paysans par la milice, ainsi qu'à Villa d'Este dans la ville de Tivoli. Les scènes du palais du XVIe siècle sont tournées à Fiano Romano et la scène dans laquelle Moschino jette le duc à l'eau a été filmées à Viterbe. Le décorateur Giantito Burchiellaro a reproduit à l'identique de nombreux bâtiments de Ferrare en studio.